# De mooie millirem
De mooie millirem is het honderdachtenzestigste stripverhaal uit de reeks van Suske en Wiske. Het is geschreven door Paul Geerts en gepubliceerd in De Standaard en Het Nieuwsblad van 20 april 1985 tot en met 31 augustus 1985. De eerste albumuitgave in de Vierkleurenreeks was in november 1985.

## Locaties
- kerncentrale, porseleinwinkel “In de voorzichtigheid”, huis en tuin van generaal Bombast

## Personages
- Suske, Wiske met Schanulleke, tante Sidonia, Lambik, Jerom, meneer Verboven, Fientje Porselein, Hein Bombast (gepensioneerd generaal), Bhult (knecht), dokter, Marietje en haar moeder, dorpelingen, Charel en Jaap (bewakers kerncentrale), Millirem (radioactiviteit)

## Het verhaal
Suske en Wiske worden op pad gestuurd om boodschappen te doen en treffen Jerom die hen vertelt dat hij in de kerncentrale gaat werken als jumper. Jerom komt ook bij tante Sidonia en de vrienden besluiten de volgende dag gezamenlijk naar de kerncentrale te gaan en worden rondgeleid door meneer Verboven. Lambik laat per ongeluk radioactiviteit ontsnappen en hij klimt op de koeltoren als hij het probeert te vangen. De radioactiviteit stelt zich voor als Millirem, maar dan valt Lambik van de toren. Jerom vangt hem op en de vrienden verklaren Lambik voor gek omdat hij de koeltoren is opgeklommen. Lambik schaamt zich en zegt niks over de ontsnapping van de radioactiviteit, hij blijft zich vreemd gedragen en tante Sidonia wordt gebeld. Als tante Sidonia met Lambik een porseleinwinkeltje wil bezoeken worden ze bijna aangereden door een oldtimer en zien hoe een chauffeur met planten wordt weggestuurd door de eigenares van het winkeltje.
Als de oldtimer wegscheurt wordt Suske aangereden en hij wordt verzorgd in het porseleinwinkeltje. De eigenares vertelt dat ze Fientje Porselein wordt genoemd en de man de gepensioneerde generaal Hein Bombast met zijn knecht Bhult is. De generaal gedraagt zich steeds vreemder en kweekt planten in zijn grote tuin, ook speelt hij met tinnen soldaatjes. Hij komt elke dag langs bij Fientje en vraagt haar elke dag ten huwelijk, maar Fientje wil niks van de wrede generaal weten. De vrienden blijven logeren bij Fientje totdat Suske hersteld is en om haar te beschermen tegen de generaal. Het hele dorp is bang voor de generaal, maar Lambik en tante Sidonia gaan naar zijn huis omdat de generaal zijn knecht, Bhult, Suske heeft aangereden. Ze worden door hem binnengelaten, maar komen door een valluik weer snel buiten het huis terecht. De generaal stelt zijn laatste ultimatum, Fientje moet met hem trouwen of zijn wraak zal zoet zijn.
’s Nachts gaat Lambik op zoek naar Millirem, maar ze verstopt zich voor de mensen. Lambik ontmoet dan een levend tinnen soldaatje en vlucht naar huis, Millirem zorgt ervoor dat het tinnen soldaatje smelt en gooit het klompje tin in de rivier. Lambik timmert de ramen van het porseleinwinkeltje dicht en de vrienden proberen hem te kalmeren als hij vertelt over het levende tinnen soldaatje. Suske en Wiske vertrouwen het niet en vinden de volgende dag inderdaad sporen van een klein paardje, ze verstoppen zich in de oldtimer en komen zo in het huis van de generaal. De kinderen zien hoe tinnen soldaatjes tot leven komen nadat ze in een pot met vloeistof gevallen zijn. Dan worden ze ontdekt door de generaal en door het leger tinnen soldaatjes gevangengenomen. De kinderen kunnen ontsnappen als de generaal oefent met zijn leger, maar dan wordt Wiske door een Drosera gepakt in de tuin. Suske kan haar bevrijden en zorgt dat Bhult hen niet langer kan dwarsbomen, maar Wiske is bewusteloos en wordt door Suske weggesleept.
Als de oldtimer de kinderen wil aanrijden kan Suske deze stoppen met een eg, de auto botst tegen een boom en Bhult is gewond. Wiske komt weer bij en de kinderen komen in het porseleinwinkeltje en waarschuwen voor het tinnen leger. Het leger komt al aangereden en Fientje besluit met de generaal te zullen trouwen. Het hele dorp is verdrietig als ze de bruid en bruidegom zien, maar dan struikelt Wiske en blijkt Lambik verkleed als bruid te zijn. De generaal is woedend en valt het porseleinwinkeltje aan. Fientje wordt ook woedend en valt de generaal aan, maar dan stort het winkeltje in. Millirem komt aan bij de puinhopen en stelt Lambik voor hen te helpen. ’s Nachts sluipen de vrienden door het kamp van de generaal en steken de rivier over in een bootje. Ze worden ontdekt en de generaal wil de kerncentrale beschieten. Suske en Wiske vinden Jerom die de generaal en zijn knecht in veiligheid moet brengen als Millirem het tinnen leger gaat tegenhouden. Als het leger is gesmolten besluit Milirem terug te gaan naar de reactor en Fientje besluit met de generaal te trouwen nu hij belooft haar porseleinwinkeltje opnieuw op te bouwen.